# Ratchet & Clank: Quest for Booty
Ratchet & Clank: Quest for Booty (в США издавалась как Ratchet & Clank Future: Quest for Booty) — компьютерная игра в жанре платформер, разработанная компанией Insomniac Games и изданная Sony Computer Entertainment эксклюзивно для PlayStation 3. Игра была выпущена 21 августа 2008 года в США и Европе и 12 августа 2008 года в Японии, это вторая игра в серии Ratchet & Clank выпущенная для PlayStation 3, прямое продолжение Ratchet & Clank: Tools of Destruction. Изначально игра была выпущена только в цифровой магазин PlayStation Network, но впоследствии в Европе и Австралии игра была выпущена и на физических носителях. Игра получилась значительно короче предшественницы, но продавалась всего за 15$.

## Игровой процесс
Основа игрового процесса осталась прежней, это платформер-шутер с видом от третьего лица. Но в отличие от предшественниц был сделан больший упор на платформинг и решение головоломок. Рэтчет получил возможность подбирать своим ключом OmniWrench Millennium 12 различные предметы, которые могут быть использованы для решения головоломок или освещения тёмных пещер. Вследствие небольшой продолжительности игры, Рэтчет имеет доступ к более скромному, чем обычно, арсеналу оружия, всего 7 типов. Поскольку Рэтчету приходится действовать без Кланка, его подвижность ограничена, он ниже прыгает и не может парить.

## Сюжет
Спустя год после событий Tools of Destruction, Рэтчет и Тальвин Аподжи выясняют, что единственным кто знает как связаться с Зони является капитан Ангстрем Даркуотер (англ. Angstrom Darkwater), легендарный космический пират. Герои пробираются на родную планету капитана, но их захватывает его первый помощник Спрокет (англ. Sprocket). От него они узнают, что капитан Даркуотер давно мёртв, а они приговариваются к казни. Прямо перед казнью появляется Ржавый Пит (англ. Rusty Pete) замаскированный под капитана Ромула Слага и требует заменить казнь героев на изгнание.
Оказавшись изгнанными на остров, Рэтчет и Тальвин встречают местного мера, который поручает им починить электростанцию и достать необходимые детали у контрабандиста. В награду он рассказывает о телескопе который Даркуотер использовал для связи с Зони, но элемент питания был спрятан незадолго до смерти Даркуотера. На остров прибывает Ржавый Пит с головой капитана Слага и обещает доставить героев к гробнице капитана Даркуотера. Тальвин оказывается отрезана от Рэтчета из-за обрушения части гробницы. Ржавый Пит и Рэтчет добираются до корабля Даркуотера, где Ржавый Пит присоединяет голову своего капитана к телу Даркуотера. Капитан Слаг получает контроль над призрачным флотом и командой Даркуотера. Пираты нападают на остров и начинают его разорять.
С помощью контрабандиста Рэтчет обнаруживает пещеру в которой хранится спрятанный элемент питания. Герои справляются с рядом испытаний и добираются до сокровищницы, но её пол обваливаются и пираты захватывают элемент питания, а Тальвин берут в заложники. Победив Спрокета, Рэтчет и контрабандист бросаются в погоню за пиратами. Рэтчет сражается с капитаном Слагом в теле капитана Даркуотера и в итоге одерживает верх сбив его в воду. Ржавый Пит бросается спасать своего капитана, а Рэтчет с друзьями заполучив элемент питания отправляется к телескопу. Рэтчет узнаёт что Кланк был повреждён от слишком большого количества энергии Зони и потерял часть воспоминаний, но Зони нашли того кто сможет его починить, им оказывается Доктор Нефариус. Рэтчет и Тальвин отправляются на спасение.

## Разработка
Игра была анонсирована 15 июля 2008 года на Electronic Entertainment Expo. Работает Quest for Booty на улучшенной версии движка Tools of Destruction. Игру было решено сделать коротким мостом между событиями Tools of Destruction и A Crack in Time.

## Оценки прессы и продажи
| Сводный рейтинг       | Сводный рейтинг |
| Агрегатор             | Оценка          |
| --------------------- | --------------- |
| GameRankings          | 77,80 %         |
| Metacritic            | 76/100          |
| Иноязычные издания    |                 |
| Издание               | Оценка          |
| 1UP.com               | B               |
| Destructoid           | 8,0/10          |
| Eurogamer             | 7,0/10          |
| GameSpot              | 7,5/10          |
| IGN                   | 7,4/10          |
| Русскоязычные издания |                 |
| Издание               | Оценка          |
| Gametech              | Хорошо          |

Игра получила положительные и смешанные отзывы прессы, усреднённая оценка игры на основании 46 рецензий на сайте-агрегаторе Metacritic составляет 76 баллов из 100 возможных.